# ポーリーン・コリンズ
ポーリーン・コリンズ（Pauline Collins, OBE、1940年9月3日 - ）は、イングランドの女優。ポーリン・コリンズとも表記される。

## 来歴
イースト・デヴォン・エクスマス出身。セントラル・スクール・オブ・スピーチ・アンド・ドラマに学ぶ。1963年に女優デビューし、舞台やテレビドラマに出演。
1988年、舞台『シャーリー・バレンタイン』で主演をつとめ、トニー賞 演劇主演女優賞やローレンス・オリヴィエ賞 新作女優賞を受賞するなど高い評価を受ける。その映画化作品『旅する女/シャーリー・バレンタイン』でも主演をつとめ、第43回英国アカデミー賞 主演女優賞を受賞した。
2001年、大英帝国勲章(OBE)を授与された。

## 主な出演作品

### 映画
| 公開年 | 邦題 原題                                                       | 役名                     | 備考       |
| ------ | --------------------------------------------------------------- | ------------------------ | ---------- |
| 1989   | 旅する女/シャーリー・バレンタイン Shirley Valentine             | シャーリー・バレンタイン |            |
| 1991   | シティ・オブ・ジョイ City of Joy                                | ジョアン・ベセル         |            |
| 2003   | アガサ・クリスティー・コレクション 忘られぬ死 Sparkling Cyanide | キャサリン・ケンダル医師 | テレビ映画 |
| 2010   | 恋のロンドン狂騒曲 You Will Meet a Tall Dark Stranger           | クリスタル               |            |
| 2011   | アルバート氏の人生 Albert Nobbs                                 | ベイカー夫人             |            |
| 2012   | カルテット! 人生のオペラハウス Quartet                          | シシー・ロブソン         | [ 8 ]      |

### テレビドラマ
| 公開年    | 邦題 原題                                                    | 役名                              | 備考                     |
| --------- | ------------------------------------------------------------ | --------------------------------- | ------------------------ |
| 1966      | セイント 天国野郎 The Saint                                  | マリー＝テレーズ                  | 1エピソード              |
| 1967      | ドクター・フー Doctor Who                                    | サマンサ・ブリッグス              | 5エピソード              |
| 1971-1973 | アップステアーズ、ダウンステアーズ Upstairs, Downstairs      | サラ・モファット                  | 13エピソード             |
| 1980,1988 | ロアルド・ダール劇場/予期せぬ出来事 Tales of the Unexpected  | パット・ルイス / イヴ・ペレグリン | 異なる役で2エピソード    |
| 1998-1999 | 女性大使の闘い The Ambassador                                | ハリエット・スミス                | 13エピソード             |
| 2005      | ブリーク・ハウス Bleak House                                 | フライト夫人                      | 10エピソード             |
| 2006      | ドクター・フー Doctor Who                                    | ヴィクトリア女王                  | エピソード『女王と狼男』 |
| 2010      | アガサ・クリスティー ミス・マープル Agatha Christie's Marple | サーザ・グレイ                    | エピソード『蒼ざめた馬』 |
| 2015-2016 | ディケンジアン Dickensian                                    | ガンプ夫人                        | 15エピソード             |